# ATP de Cincinnati
O ATP de Cincinnati (também conhecido como Cincinnati Open, para fins de patrocínio), é um torneio profissional de tênis masculino disputado em quadra dura no Lindner Family Tennis Center, em Mason, na região metropolitana de Cincinnati, Ohio, nos Estados Unidos. Com primeira edição em 1899, é o mais antigo torneio de tênis norte-americano realizado em sua cidade de origem, e é um dos nove ATP Masters 1000 do circuito ATP da temporada.
Em 2020, devido à pandemia de COVID-19, o torneio ocorrerá excepcionalmente na cidade de Nova York, no mesmo espaço do US Open, na semana anterior ao evento do Grand Slam norte-americano.

## Finais

### Simples
| Ano                                                            | Campeão            | Vice-campeão           | Resultado                |
| -------------------------------------------------------------- | ------------------ | ---------------------- | ------------------------ |
| 2025                                                           | Carlos Alcaraz     | Jannik Sinner          | 5–0, ab.                 |
| 2024                                                           | Jannik Sinner      | Frances Tiafoe         | 7–64, 6–2                |
| 2023                                                           | Novak Djokovic     | Carlos Alcaraz         | 5–7, 7–67, 7–64          |
| 2022                                                           | Borna Ćorić        | Stefanos Tsitsipas     | 7–60, 6–2                |
| 2021                                                           | Alexander Zverev   | Andrey Rublev          | 6–2, 6–3                 |
| 2020                                                           | Novak Djokovic     | Milos Raonic           | 1–6, 6–3, 6–4            |
| 2019                                                           | Daniil Medvedev    | David Goffin           | 7–63, 6–4                |
| 2018                                                           | Novak Djokovic     | Roger Federer          | 6–4, 6–4                 |
| 2017                                                           | Grigor Dimitrov    | Nick Kyrgios           | 6–3, 7–5                 |
| 2016                                                           | Marin Čilić        | Andy Murray            | 6–4, 7–5                 |
| 2015                                                           | Roger Federer      | Novak Djokovic         | 7–61, 6–3                |
| 2014                                                           | Roger Federer      | David Ferrer           | 6–3, 1–6, 6–2            |
| 2013                                                           | Rafael Nadal       | John Isner             | 7–68, 7–63               |
| 2012                                                           | Roger Federer      | Novak Djokovic         | 6–0, 7–67                |
| 2011                                                           | Andy Murray        | Novak Djokovic         | 6–4, 3–0, ab.            |
| 2010                                                           | Roger Federer      | Mardy Fish             | 56–7, 7–61, 6–4          |
| 2009                                                           | Roger Federer      | Novak Djokovic         | 6–1, 7–5                 |
| 2008                                                           | Andy Murray        | Novak Djokovic         | 7–64, 7–65               |
| 2007                                                           | Roger Federer      | James Blake            | 6–1, 6–4                 |
| 2006                                                           | Andy Roddick       | Juan Carlos Ferrero    | 6–3, 6–4                 |
| 2005                                                           | Roger Federer      | Andy Roddick           | 6–3, 7–5                 |
| 2004                                                           | Andre Agassi       | Lleyton Hewitt         | 6–3, 3–6, 6–2            |
| 2003                                                           | Andy Roddick       | Mardy Fish             | 4–6, 7–6, 7–6            |
| 2002                                                           | Carlos Moyà        | Lleyton Hewitt         | 7–5, 7–6                 |
| 2001                                                           | Gustavo Kuerten    | Patrick Rafter         | 6–1, 6–3                 |
| 2000                                                           | Thomas Enqvist     | Tim Henman             | 7–6, 6–4                 |
| 1999                                                           | Pete Sampras       | Patrick Rafter         | 7–6, 6–3                 |
| 1998                                                           | Patrick Rafter     | Pete Sampras           | 1–6, 7–6, 6–4            |
| 1997                                                           | Pete Sampras       | Thomas Muster          | 6–3, 6–4                 |
| 1996                                                           | Andre Agassi       | Michael Chang          | 7–6, 6–4                 |
| 1995                                                           | Andre Agassi       | Michael Chang          | 7–5, 6–2                 |
| 1994                                                           | Michael Chang      | Stefan Edberg          | 6–2, 7–5                 |
| 1993                                                           | Michael Chang      | Stefan Edberg          | 7–5, 0–6, 6–4            |
| 1992                                                           | Pete Sampras       | Ivan Lendl             | 6–3, 3–6, 6–3            |
| 1991                                                           | Guy Forget         | Pete Sampras           | 2–6, 7–6, 6–4            |
| 1990                                                           | Stefan Edberg      | Brad Gilbert           | 6–1, 6–1                 |
| 1989                                                           | Brad Gilbert       | Stefan Edberg          | 6–4, 2–6, 7–6            |
| 1988                                                           | Mats Wilander      | Stefan Edberg          | 3–6, 7–6, 7–6            |
| 1987                                                           | Stefan Edberg      | Boris Becker           | 6–4, 6–1                 |
| 1986                                                           | Mats Wilander      | Jimmy Connors          | 6–4, 6–1                 |
| 1985                                                           | Boris Becker       | Mats Wilander          | 6–4, 6–2                 |
| 1984                                                           | Mats Wilander      | Anders Järryd          | 7–6, 6–3                 |
| 1983                                                           | Mats Wilander      | John McEnroe           | 6–4, 6–4                 |
| 1982                                                           | Ivan Lendl         | Steve Denton           | 6–2, 7–6                 |
| 1981                                                           | John McEnroe       | Chris Lewis            | 6–3, 6–4                 |
| 1980                                                           | Harold Solomon     | Francisco González     | 7–6, 6–3                 |
| 1979                                                           | Peter Fleming      | Roscoe Tanner          | 6–4, 6–2                 |
| 1978                                                           | Eddie Dibbs        | Raúl Ramírez           | 5–7, 6–3, 6–2            |
| 1977                                                           | Harold Solomon     | Mark Cox               | 6–2, 6–3                 |
| 1976                                                           | Roscoe Tanner      | Eddie Dibbs            | 7–6, 6–3                 |
| 1975                                                           | Tom Gorman         | Sherwood Stewart       | 7–5, 2–6, 6–4            |
| 1974                                                           | Marty Riessen      | Robert Lutz            | 7–6, 7–6                 |
| 1973                                                           | Ilie Năstase       | Manuel Orantes         | 5–7, 6–3, 6–4            |
| 1972                                                           | Jimmy Connors      | Guillermo Vilas        | 6–3, 6–3                 |
| 1971                                                           | Stan Smith         | Juan Gisbert           | 7–6, 6–3                 |
| 1970                                                           | Ken Rosewall       | Cliff Richey           | 7–9, 9–7, 8–6            |
| 1969                                                           | Cliff Richey       | Allan Stone            | 6–1, 6–2                 |
| 1968                                                           | William Harris     | Tom Gorman             | 3–6, 6–2, 6–2            |
| 1967                                                           | Joaquin Loyo-Mayo  | Jaime Fillol           | 8–6, 6–1                 |
| 1966                                                           | David Power        | William Harris         | 7–5, 3–6, 0–6, 6–1, 6–2  |
| 1965                                                           | Billy Lenoir       | Herbert Fitzgibbon     | 1–6, 6–3, 6–3, 9–7       |
| 1964                                                           | Herb Fitzgibbon    | Robert Brien           | 6–1, 6–3, 6–1            |
| 1963                                                           | Marty Riessen      | Herbert Fitzgibbon     | 6–1, 6–3, 7–5            |
| 1962                                                           | Marty Riessen      | Allen Fox              | 1–6, 6–2, 6–2, 6–3       |
| 1961                                                           | Allen Fox          | Billy Lenoir           | 3–6, 8–6, 6–2, 6–1       |
| 1960                                                           | Miguel Olvera      | Crawford Henry         | 4–6, 9–7, 6–4            |
| 1959                                                           | Whitney Reed       | Donald Dell            | 1–6, 7–5, 6–3, 6–3       |
| 1958                                                           | Bernard Bartzen    | Sam Giammalva          | 7–5, 6–3, 6–2            |
| 1957                                                           | Bernard Bartzen    | Grant Golden           | 6–4, 7–5, 6–4            |
| 1956                                                           | Edward Moylan      | Bernard Bartzen        | 6–0, 6–3, 6–3            |
| 1955                                                           | Bernard Bartzen    | Tony Trabert           | 7–9, 11–9, 6–4           |
| 1954                                                           | Straight Clark     | Sam Giammalva          | 8–6, 6–1, 6–1            |
| 1953                                                           | Tony Trabert       | Hamilton Richardson    | 10–8, 6–3, 6–4           |
| 1952                                                           | Noel Brown         | Fred Hagist            | 6–4, 0–6, 2–0, ab.       |
| 1951                                                           | Tony Trabert       | William Talbert        | 5–7, 4–6, 6–4, 6–3, 6–4  |
| 1950                                                           | Glenn Bassett      | Hamilton Richardson    | 6–2, 4–6, 6–1, 6–1       |
| 1949                                                           | James Brink        | Arnold Saul            | 6–4, 6–8, 6–4, 6–0       |
| 1948                                                           | Herbert Behrens    | Irvin Dorfman          | 7–5, 11–9, 2–6, 6–8, 6–4 |
| 1947                                                           | William Talbert    | George Pero            | 6–1, 6–0, 6–0            |
| 1946                                                           | Nick Carter        | George Richards        | 6–1, 6–1                 |
| 1945                                                           | William Talbert    | Elwood Cooke           | 6–2, 7–9, 6–2            |
| 1944                                                           | Pancho Segura      | William Talbert        | 9–11, 6–2, 7–5, 2–6, 7–5 |
| 1943                                                           | William Talbert    | Seymour Greenberg      | 6–1, 6–2, 6–3            |
| 1942                                                           | Pancho Segura      | William Talbert        | 1–6, 6–2, 6–4, 12–10     |
| 1941                                                           | Frank Parker       | William Talbert        | 6–2, 6–2, 6–4            |
| 1940                                                           | Robert Riggs       | Arthur Marx            | 11–9, 6–2, 4–6, 6–8, 6–1 |
| 1939                                                           | Bryan Grant        | Frank Parker           | 4–6, 6–3, 6–1, 2–6, 6–4  |
| 1938                                                           | Robert Riggs       | Frank Parker           | 6–1, 7–5, 6–3            |
| 1937                                                           | Robert Riggs       | John McDiarmid         | 6–3, 6–3, 4–6, 6–3       |
| 1936                                                           | Robert Riggs       | Charles Harris         | 6–1, 6–3, 6–1            |
| Torneio não realizado em 1935 devido à Grande Depressão        |                    |                        |                          |
| 1934                                                           | Henry Prusoff      | Arthur Hendrix         | 6–3, 6–2, 4–6, 6–4       |
| 1933                                                           | Bryan Grant        | Frank Parker           | 11–9, 6–2, 1–6, 7–5      |
| 1932                                                           | George Lott        | Frank Parker           | 5–7, 6–2, 4–6, 6–0, 6–3  |
| 1931                                                           | Cliff Sutter       | Bruce Barnes           | 6–3, 6–2, 3–6, 6–3       |
| 1930                                                           | Frank Shields      | Emmett Pare            | 6–2, 6–4, 3–6, 2–6, 6–1  |
| 1929                                                           | Herbert Bowman     | Julius Seligson        | 2–6, 6–4, 6–4, 6–1       |
| 1928                                                           | Emmett Pare        | Harris Coggeshall      | 2–6, 6–1, 6–4, 6–4       |
| 1927                                                           | George Lott        | Emmett Pare            | 6–4, 6–4, 6–2            |
| 1926                                                           | William Tilden     | George Lott            | 4–6, 6–3, 7–9, 6–4, 6–3  |
| 1925                                                           | George Lott        | Julius Sagalowsky      | 6–3, 7–5, 6–1            |
| 1924                                                           | George Lott        | Paul Kunkel            | 2–6, 13–11, 6–4, 6–3     |
| 1923                                                           | Louis Kuhler       | Paul Kunkel            | 6–3, 6–3, 6–2            |
| 1922                                                           | Louis Kuhler       | Edwin Haupt            | 6–3, 6–1, 6–1            |
| Torneio não realizado em 1921                                  |                    |                        |                          |
| 1920                                                           | John Hennessey     | Walter Wesbrook        | 8–10, 6–3, 6–3, 6–4      |
| 1919                                                           | Fritz Bastian      | John Hennessey         | 2–6, 6–4, 6–1, 6–4       |
| Torneio não realizado em 1918 devido à Primeira Guerra Mundial |                    |                        |                          |
| 1917                                                           | Fritz Bastian      | John G. MacKay         | 4–6, 6–4, 6–1, 6–2       |
| 1916                                                           | William Johnston   | Clarence Griffin       |                          |
| 1915                                                           | Clarence Griffin   | William S. McElroy     | 6–4, 6–3, 6–3            |
| 1914                                                           | William S. McElroy | William Hoag           | 6–4, 1–6, 6–4, 6–2       |
| 1913                                                           | William S. McElroy | Gus Touchard           |                          |
| 1912                                                           | Gus Touchard       | Richard H. Palmer      | 6–1, 6–2, 7–5            |
| 1911                                                           | Richard H. Palmer  | Richard Bishop         | 14–12, 6–4, 8–6          |
| 1910                                                           | Richard H. Palmer  | Wallace F. Johnson     | 11–9, 6–3, 6–4           |
| 1909                                                           | Robert LeRoy       | Nat Emerson            | 6–3, 3–6, 6–0, 1–6, 6–3  |
| 1908                                                           | Robert LeRoy       | Nat Emerson            | 6–0, 7–5, 6–4            |
| 1907                                                           | Robert LeRoy       | Robert Chauncey Seaver | 8–6, 6–8, 6–2, 6–0       |
| 1906                                                           | Beals Wright       | Robert LeRoy           | 6–4, 6–4, 4–6, 4–6, 6–2  |
| 1905                                                           | Beals Wright       | Kreigh Collins         | 6–3, 7–5, 4–6, 7–9, 6–3  |
| 1904                                                           | Beals Wright       | L. Harry Waidner       | 7–5, 6–0, 6–3            |
| 1903                                                           | Kreigh Collins     | Raymond D. Little      | 11–9, 4–6, 6–1, 3–6, 6–4 |
| 1902                                                           | Raymond D. Little  | Kreigh Collins         | 3–6, 6–8, 6–4, 6–1, 6–2  |
| 1901                                                           | Raymond D. Little  | Kreigh Collins         | 2–6, 8–6, 6–4, 7–5       |
| 1900                                                           | Raymond D. Little  | Nat Emerson            | 6–2 6–4 6–2              |
| 1899                                                           | Nat Emerson        | Dudley Sutphin         | 8–6, 6–1, 10–8           |

### Duplas
| Ano  | Campeões                             | Vice-campeões                     | Resultado          |
| ---- | ------------------------------------ | --------------------------------- | ------------------ |
| 2024 | Marcelo Arévalo Mate Pavić           | Mackenzie McDonald Alex Michelsen | 6–2, 6–4           |
| 2023 | Máximo González Andrés Molteni       | Jamie Murray Michael Venus        | 3–6, 6–1, [11–9]   |
| 2022 | Rajeev Ram Joe Salisbury             | Tim Pütz Michael Venus            | 7–64, 7–65         |
| 2021 | Marcel Granollers Horacio Zeballos   | Steve Johnson Austin Krajicek     | 7–65, 7–67–        |
| 2020 | Pablo Carreño Busta Alex de Minaur   | Jamie Murray Neal Skupski         | 6–2, 7–5           |
| 2019 | Ivan Dodig Filip Polášek             | Juan Sebastián Cabal Robert Farah | 4–6, 6–4, [10–6]   |
| 2018 | Jamie Murray Bruno Soares            | Juan Sebastián Cabal Robert Farah | 4–6, 6–3, [10–6]   |
| 2017 | Pierre-Hugues Herbert Nicolas Mahut  | Jamie Murray Bruno Soares         | 7–66, 6–4          |
| 2016 | Ivan Dodig Marcelo Melo              | Jean-Julien Rojer Horia Tecău     | 7–65, 56–7, [10–6] |
| 2015 | Daniel Nestor Édouard Roger-Vasselin | Marcin Matkowski Nenad Zimonjić   | 6–2, 6–2           |
| 2014 | Bob Bryan Mike Bryan                 | Vasek Pospisil Jack Sock          | 6–3, 6–2           |
| 2013 | Bob Bryan Mike Bryan                 | Marc López Marcel Granollers      | 6–4, 4–6, [10–4]   |
| 2012 | Robert Lindstedt Horia Tecău         | Mahesh Bhupathi Rohan Bopanna     | 6–4, 6–4           |
| 2011 | Mahesh Bhupathi Leander Paes         | Michaël Llodra Nenad Zimonjić     | 7–64, 7–62         |
| 2010 | Bob Bryan Mike Bryan                 | Mahesh Bhupathi Max Mirnyi        | 6–3, 6–4           |
| 2009 | Daniel Nestor Nenad Zimonjić         | Bob Bryan Mike Bryan              | 3–6, 7–62, [15–13] |
| 2008 | Bob Bryan Mike Bryan                 | Jonathan Erlich Andy Ram          | 4–6, 7–62, [10–7]  |
| 2007 | Jonathan Erlich Andy Ram             | Bob Bryan Mike Bryan              | 4–6, 6–3, [13–11]  |
| 2006 | Jonas Björkman Max Mirnyi            | Bob Bryan Mike Bryan              | 7–6, 6–4           |
| 2005 | Jonas Björkman Max Mirnyi            | Wayne Black Kevin Ullyett         | 6–4, 5–7, 6–2      |
| 2004 | Mark Knowles Daniel Nestor           | Jonas Björkman Todd Woodbridge    | 7–6, 6–3           |
| 2003 | Bob Bryan Mike Bryan                 | Wayne Arthurs Paul Hanley         | 7–6, 6–4           |
| 2002 | James Blake Todd Martin              | Mahesh Bhupathi Max Mirnyi        | 7–5, 6–3           |
| 2001 | Mahesh Bhupathi Leander Paes         | Martin Damm David Prinosil        | 7–6, 6–3           |
| 2000 | Todd Woodbridge Mark Woodforde       | Ellis Ferreira Rick Leach         | 7–6, 6–4           |
| 1999 | Byron Black Jonas Björkman           | Todd Woodbridge Mark Woodforde    | 6–1, 2–6, 7–6      |
| 1998 | Mark Knowles Daniel Nestor           | Olivier Delaître Fabrice Santoro  | 6–1, 2–1, ab.      |
| 1997 | Todd Woodbridge Mark Woodforde       | Mark Philippoussis Patrick Rafter | 6–4, 6–2           |
| 1996 | Mark Knowles Daniel Nestor           | Sandon Stolle Cyril Suk           | 6–2, 7–5           |
| 1995 | Todd Woodbridge Mark Woodforde       | Mark Knowles Daniel Nestor        | 6–4, 6–4           |
| 1994 | Alex O'Brien Sandon Stolle           | Wayne Ferreira Mark Kratzmann     | 7–6, 3–6, 6–3      |
| 1993 | Andre Agassi Petr Korda              | Stefan Edberg Henrik Holm         | 6–4, 7–6           |
| 1992 | Todd Woodbridge Mark Woodforde       | Patrick McEnroe Jonathan Stark    | 7–6, 6–4           |
| 1991 | Ken Flach Robert Seguso              | Grant Connell Glenn Michibata     | 6–3, 6–4           |
| 1990 | Darren Cahill Mark Kratzmann         | Neil Broad Gary Muller            | 7–6, 6–4           |
| 1989 | Ken Flach Robert Seguso              | Pieter Aldrich Danie Visser       | 6–4, 6–4           |
| 1988 | Rick Leach Jim Pugh                  | Jim Grabb Patrick McEnroe         | 6–2, 6–4           |
| 1987 | Ken Flach Robert Seguso              | Steve Denton John Fitzgerald      | 7–5, 6–3           |
| 1986 | Mark Kratzmann Kim Warwick           | Christo Steyn Danie Visser        | 6–3, 6–4           |
| 1985 | Stefan Edberg Anders Järryd          | Joakim Nyström Mats Wilander      | 4–6, 6–2, 6–3      |
| 1984 | Francisco González Matt Mitchell     | Sandy Mayer Balázs Taróczy        | 4–6, 6–3, 7–6      |
| 1983 | Victor Amaya Tim Gullikson           | Carlos Kirmayr Cassio Motta       | 6–4, 6–3           |
| 1982 | Peter Fleming John McEnroe           | Steve Denton Mark Edmondson       | 6–2, 6–3           |
| 1981 | John McEnroe Ferdi Taygan            | Robert Lutz Stan Smith            | 7–6, 6–3           |
| 1980 | Bruce Manson Brian Teacher           | Wojtek Fibak Ivan Lendl           | 6–7, 7–5, 6–4      |
| 1979 | Brian Gottfried Ilie Năstase         | Robert Lutz Stan Smith            | 1–6, 6–3, 7–6      |
| 1978 | Gene Mayer Raúl Ramírez              | Ismail El Shafei Brian Fairlie    | 6–3, 6–3           |
| 1977 | John Alexander Phil Dent             | Bob Hewitt Roscoe Tanner          | 6–3, 7–6           |
| 1976 | Stan Smith Erik Van Dillen           | Eddie Dibbs Harold Solomon        | 6–1, 6–1           |
| 1975 | Phil Dent Cliff Drysdale             | Marcello Lara Joaquin Loyo-Mayo   | 7–6, 6–4           |
| 1974 | Dick Dell Sherwood Stewart           | James Delaney John Whitlinger     | 4–6, 7–6, 6–2      |
| 1973 | John Alexander Phil Dent             | Brian Gottfried Raúl Ramírez      | 1–6, 7–6, 7–6      |
| 1972 | Bob Hewitt Frew McMillan             | Paul Gerken Humphrey Hose         | 7–6, 6–4           |
| 1971 | Stan Smith Erik Van Dillen           | Sandy Mayer Roscoe Tanner         | 6–4, 6–4           |
| 1970 | Ilie Năstase Ion Ţiriac              | Bob Hewitt Frew McMillan          | 6–3, 6–4           |
| 1969 | Robert Lutz Stan Smith               | Arthur Ashe Charlie Pasarell      | 6–3, 6–4           |
| 1968 | Ron Goldman William Brown            | Joaquin Loyo-Mayo Jaime Fillol    | 10–8, 6–3          |